# 邦聯戰爭

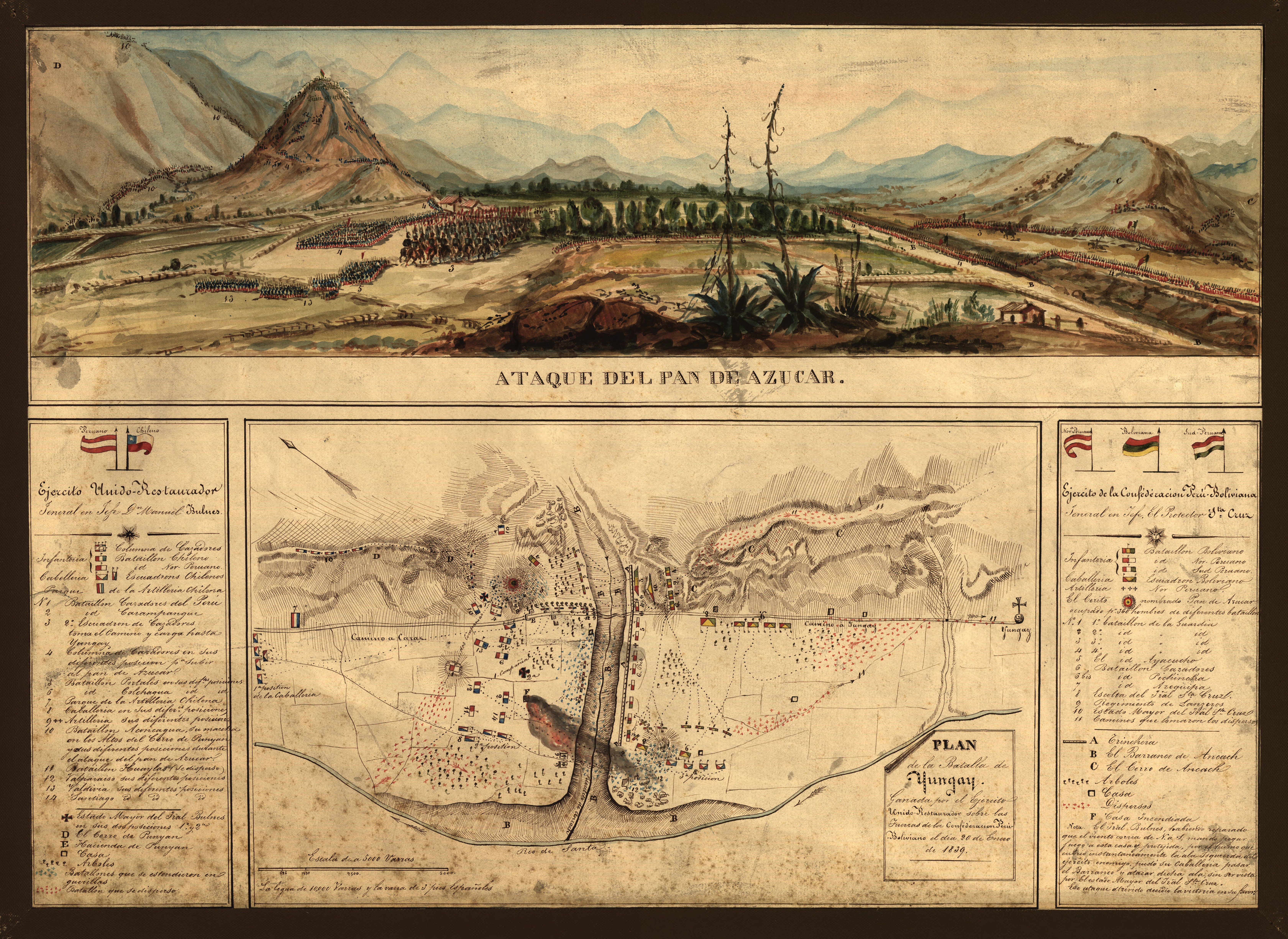
邦聯戰爭

邦聯戰爭（西班牙語： Guerra de la Confederación）是1836年至1839年间南美洲境內的一場軍事衝突，作戰一方是聯合光復軍、阿根廷邦联，另一方是秘魯-玻利維亞邦聯。最终曼努埃爾·布爾內斯领导下的联合光复军獲勝，秘魯-玻利維亞邦聯的安德烈斯·德·圣克鲁斯被何塞·米格爾·德·貝拉斯科推翻。秘魯-玻利維亞邦聯解体、安德烈斯·德·圣克鲁斯被流放、秘鲁和玻利维亚復國。